# Maxwell Caulfield
Maxwell Caulfield, właśc. Maxwell Newby (ur. 23 listopada 1959 w Duffield) – angielsko-amerykański aktor telewizyjny, teatralny i filmowy. Pseudonim artystyczny zaczerpnął od nazwiska głównego bohatera Holdena Caulfielda z powieści J.D. Salingera Buszujący w zbożu.

## Życiorys

### Wczesne lata
Urodził się w Duffield, choć później twierdził, że urodził się w Glasgow, co podobno miało to być „bardziej interesujące”. Jest synem Oriole Maclaine i Petera Nelby’ego Maclaine’a. Dorastał z przyrodnim bratem, Marcusem.
Kiedy miał 15 lat jego ojczym, amerykański wykładowca Korpusu Piechoty Morskiej Stanów Zjednoczonych w Parris Island, wyrzucił go z domu. Dorabiał jako tancerz go-go w Windmill Theatre w Londynie. W 1978 przeprowadził się do Stanów Zjednoczonych i otrzymał zieloną kartę.

### Kariera sceniczna
Zadebiutował występem na nowojorskiej scenie w spektaklu Hot Rock Hotel (1978). Za występ w spektaklu Klasowy wróg (Class Enemy) w Player’s Theater w West Village w 1980 odebrał nagrodę Theater World Award. W 1979 zadebiutował na Broadwayu w podwójnej roli jako Derek i Cuthbert w komedii Kiedyś katolik z Rachel Roberts. Następnie pojawił się na scenie off-Broadwayu Cherry Lane Theater w roli włóczęgi w sztuce Joego Ortona Zabawiając pana Sloane’a (Entertaining Mr. Sloane, 1981).
Zagrał Petera w spektaklu Saloniki (1985) w The Public Theater, gdzie wystąpił całkowicie rozebrany przez ponad 40 minut z Jessicą Tandy. Zagrał w broadwayowskim przedstawieniu J.B. Priestleya Pan inspektor przyszedł (An Inspector Calls, 1992). Sukces odniósł w przedstawieniach: Człowiek słoń (The Elephant Man) Josepha Merricka, Schadzka (Tryst) w Promenade Theater (2006), Nasza prowadząca pani (Our Leading Lady) na City Center z Manhattan Theater Club, Chicago jako Billy Flynn w Cambridge Theatre w Londynie, Loot w Mark Taper Forum w Los Angeles i Moja noc z Reg na scenie off-Broadwayu.
W 2007 powrócił na Broadway w roli Billy’ego Flynna w musicalu Chicago. W marcu 2015 zagrał Felixa Ungera w klasycznej komedii Neila Simona The Odd Couple w Laguna Playhouse w Południowej Kalifornii.

### Kariera ekranowa
W 1967 pod pseudonimem Maxwell Findlater wystąpił w roli Teda w filmie Harolda Pintera Wypadek (Accident) z Stanleyem Bakerem, Dirkiem Bogarde’em, Michaelem Yorkiem i Alexandrem Knoxem.
Z nieskazitelnym wyglądem „ładnego chłopca” musiał udowodnić, że jest aktorem, podczas gdy często był obsadzany w rolach przystojnych drugoplanowych głównych bohaterów. Przełomową rolę kinową miała być postać kujona w muzycznym sequelu Grease 2 (1982) z Michelle Pfeiffer, ale film zebrał niepochlebne recenzje i przyniósł klęskę finansową. Był na okładce magazynów „Interview” (w marcu 1982) i „After Dark” (we wrześniu 1982).
Pomimo świetnej roli młodocianego przestępcy w realistycznym dramacie kryminalnym Chłopcy z sąsiedztwa (The Boys Next Door, 1985) obok Charliego Sheena, zasłynął jako nieokrzesany i impulsywny Miles Colby w operze mydlanej ABC Dynastia (Dynasty, 1985–1986) i spin-off Dynastia Colbych (The Colbys, 1985–1987) i sequelu Aaron Spelling Productions Dynastia: Pojednanie (Dynasty: The Reunion, 1991).
Zagrał w kinowych produkcjach klasy B, np. jako wokalista rockowy w Empire Records (1995), jak też w filmach telewizyjnych, m.in. jako londyńskie piosenkarz Alain Marais w ekranizacji bestsellerowej powieści Judith Krantz CBS Póki się znów nie spotkamy (Till We Meet Again, 1989) oraz w serialu BBC Na sygnale (Casualty, 2003–2004).

## Życie prywatne
2 grudnia 1980 poślubił starszą o 18 lat aktorkę Juliet Mills, z którą wystąpił w sztuce Bernarda Pomerance’a Człowiek słoń (The Elephant Man, 1980) w Palm Beach na Florydzie. Jest ojczymem Seana Alquista i Melissy Miklendy.
5 września 1991 stał się obywatelem Stanów Zjednoczonych.

## Filmografia

### Filmy
- 1982: Grease 2 jako Michael Carrington
- 1984: Elektryczne sny (Electric Dreams) jako Bill
- 1985: Chłopcy z sąsiedztwa (The Boys Next Door) jako Roy Alston
- 1986: Ponadnaturalne (The Supernaturals) jako szeregowy Ray Ellis
- 1989: Gry umysłu (Mind Games) jako Eric Garrison
- 1990: Fatalny klimat (Fatal Sky) jako George Abbott
- 1990: Wygnaniec (Exiled in America) jako Joe Moore
- 1991: Zmierzch: Wampiry w odwrocie (Sundown: The Vampire in Retreat) jako Shane
- 1991: Taniec ze śmiercią (Dance with Death) jako Shaughnessy
- 1992: Zwierzęcy instynkt (Animal Instincts) jako David Cole
- 1992: Gabinet figur woskowych 2: Zagubieni w czasie (Waxwork II: Lost in Time) jako Mickey
- 1993: Gettysburg jako pułkownik Strong Vincent
- 1993: Bez odwrotu (No Escape No Return) jako William Robert Sloan
- 1993: Dziewczyna z kalendarza (Calendar Girl) jako mężczyzna w płaszczu kąpielowym
- 1993: Nieproszony gość (Alien Intruder) jako Nick
- 1993: Europejska Noc (In a Moment of Passion) jako Victor Brandt
- 1993: Północny świadek (Midnight Witness) jako Garland
- 1994: Pewna Grace (Inevitable Grace)
- 1995: Empire Records jako Rex Manning
- 1996: Spider-Man: Grzechy ojców (Spider-Man: Sins of the Fathers) jako Alistair Smythe (głos)
- 1996: Zdobycz jaguara (Prey of the Jaguar) jako Derek Leigh
- 1996: Miasteczko Oblivion 2 (Oblivion 2: Backlash) jako Sweeney
- 1997: Prawdziwa blondynka (The Real Blonde) jako Bob
- 1997: Człowiek, który wiedział za mało (The Man Who Knew Too Little) jako brytyjski agent
- 1997: Niebiańscy kochankowie (Divine Lovers) jako Jeff Thompson
- 1999: Więcej dla miłości (More to Love) jako Barry Gordon
- 1999: Wróżka (Dazzle) jako Tom
- 1999: Plamka (Smut)
- 2000: Lokator doskonały (The Perfect Tenant) jako Daniel Summer
- 2000: Ponadnocna sensacja (Overnight Sensation) jako Mark Connor
- 2000: Zatopieni (Submerged) jako Jim Carpenter
- 2001: Hit (The Hit) jako Keith
- 2001: Twarzą w twarz z wrogiem (Facing the Enemy) jako Harlan Moss
- 2006: Psia miłość symfonii (Dog Lover’s Symphony) jako Tom
- 2007: Śnieżny książę (The Snow Prince)
- 2007: Śniące miasto (Nightmare City 2035) jako Alex Mcdowell
- 2009: Dire Wolf jako szeryf Parker
- 2013: The Right Regrets (film krótkometrażowy) jako Chris Wickham
- 2015: Those Who Wander jako Rex
- 2022: Love Accidentally jako Craig
- 2023: Craft Me a Romance jako Alfred

### Filmy TV
- 1983: Koniec podróży (Journey’s End) jako kapitan Stanhope
- 1984: Parada (The Parade) jako Jeff
- 1990: Blue Bayou jako Phil Serulla
- 1991: Dynastia: Pojednanie (Dynasty: The Reunion) jako Miles Colby
- 1996: Ojciec chrzestny wie najlepiej (The Rockford Files: Godfather Knows Best) jako Ian Levin
- 2000: Zaginiony przedmiot (Missing Pieces) jako Stuart
- 2004: Smocza burza (Dragon Storm) jako Silas
- 2006: Wielkie trzęsienie ziemi w San Francisco (The Great San Francisco Earthquake) jako Mayor Schmitz
- 2006: Krzyk skrzydlatego węża (Cry of the Winged Serpent) jako Griffin
- 2015: Wymarzony książę (A Prince for Christmas) jako król
- 2015: Nie jestem gotowa na Święta (I’m Not Ready for Christmas) jako Greydon Dupois
- 2024: Świąteczni dżentelmeni (The Merry Gentlemen) jako Danny

### Seriale TV
- 1980: Ryan’s Hope jako Danny
- 1983: Moce Mateusza Gwiazdy (The Powers of Matthew Star) jako Scotty Ferguson
- 1985–1986: Dynastia (Dynasty) jako Miles Colby
- 1985–1987: Dynastia Colbych (The Colbys) jako Miles Colby
- 1987: Hotel jako Alex Morrison
- 1988: Napisała: Morderstwo (Murder, She Wrote) jako Roger Travis
- 1989: Póki się znów nie spotkamy (Till We Meet Again) jako Alain Marais
- 1990: Beverly Hills, 90210 jako Jason Croft
- 1990: Strajk (Counterstrike) jako Van Gelder
- 1990: Potwory (Monsters)
- 1991: Napisała: Morderstwo (Murder, She Wrote) jako Derek Padley
- 1994: Syreny (Sirens) jako Maxwell Caulfield
- 1994–1995: Doktor Quinn (Dr. Quinn, Medicine Woman) jako David Lewis
- 1995–1997: Spider-Man jako Alistair Smythe (głos)
- 1996: Uwięziony (The Lazarus Man)
- 1996–1997: Wszystkie moje dzieci (All My Children) jako Pierce Riley #3
- 1998: Statek miłości: Następna fala (The Love Boat: The Next Wave) jako Armand
- 1998: Gabinet Weroniki (Veronica’s Closet) jako Brian
- 1998: Mike Hammer (Mike Hammer, Private Eye) jako Tony Berelli
- 1999: Pomoc domowa (The Nanny) jako Rodney Pembroke
- 2000: Nikita (La Femme Nikita) jako Helmut Volker
- 2000: Nagi patrol (Son of the Beach) jako Stevens
- 2000–2001: Strip Mall jako Rafe Barrett
- 2003–2004: Na sygnale (Casualty) jako Jim Brodie
- 2004: Szpital Holby City (Holby City) jako Jim Brodie
- 2009–2010: Emmerdale jako Mark Wylde
- 2013: DeVanity jako Richard DeVanity
- 2013: Współczesna rodzina (Modern Family) jako profesor Cooke
- 2013: Agenci NCIS (NCIS) jako dr Madison Fielding
- 2015: Castle jako sir Ian Rasher
- 2021: American Horror Story: Podwójny seans jako przyjaciel Dwighta nr 1
- 2022: Pam i Tommy (Pam & Tommy) jako Bob Guccione

### Gry komputerowe
- 2002: 007: Nocny ogień (007: Nightfire) jako James Bond (głos)

## Nagrody
| Rok  | Nagroda                                                  | Kategoria             | Tytuł       |
| ---- | -------------------------------------------------------- | --------------------- | ----------- |
| 1979 | Theatre World Award                                      | Najlepszy występ      | Class Enemy |
| 1982 | Złota statuetka Bravo Otto, nagroda dwutygodnika „Bravo” | Gwiazdor filmowy roku | –           |